# Státní informační politika ve vzdělávání
Státní informační politika ve vzdělávání (SIPVZ) je dlouhodobou vládní koncepcí rozvoje ICT v rezortu školství. 
Dne 10. dubna 2000 přijala vláda České republiky usnesení č. 351, kterým schválila Koncepci státní informační politiky ve vzdělávání. Koncepce formuluje cíle v oblasti informační gramotnosti učitelů, studentů, občanů, zaměstnanců veřejné a státní správy a pracovníků ve zdravotnictví a knihovnictví. Na realizaci SIPVZ v letech 2001-2005 bylo ze státního rozpočtu vyčleněno více než 7 miliard Kč a  realizací bylo pověřeno Ministerstvo školství, mládeže a tělovýchovy České republiky. V srpnu 2004 po řadě excesů při realizaci byla koncepce prodloužena do roku 2010 a vláda schválila pro léta 2007-2010 další dotace ve výši 1 miliardy Kč ročně. V roce 2006 však parlament tuto dotaci neschválil a způsobil tak řadě škol problémy s financováním ICT v roce 2007.
Organizační zajištění Plánu realizace SIPVZ
- Podpůrný projekt: Koordinační centrum – vytvoření podmínek pro realizaci státní informační politiky ve vzdělávání
  - EDU 1 - Koordinační centrum
  - EDU 10 - Vyhodnocení programů

- Projekt I - Informační gramotnost
  - EDU 2 - Informační gramotnost učitelů
  - EDU 8 - Další vzdělávání knihovníků a učitelů
  - EDU 9 - Informační gramotnost občanů

- Projekt II - Výukový SW a informační zdroje
  - EDU 5 - Multimediální nástroje a programy
  - EDU 6 - Zavádění ICT do výuky
  - EDU 7 - Informační zdroje ve vzdělávání

- Projekt III - Infrastruktura
  - EDU 3 -	Připojení k Internetu a vybavení multimediálními počítači
  - EDU 4 - Připojení škol s multimediální kvalitou